# Methia bicolor
Methia bicolor là một loài bọ cánh cứng trong họ Cerambycidae.